# Ochrimiwci
Ochrimiwci (ukr. Охрімівці) – wieś na Ukrainie, w obwodzie chmielnickim, w rejonie chmielnickim, w hromadzie Wińkowce. W 2001 liczyła 985 mieszkańców.